# Hengsteysee
Hengsteysee (lac Hengstey) est un lac artificiel sur la rivière Ruhr, situé entre les villes de Hagen, Dortmund et Herdecke en Rhénanie-du-Nord-Westphalie. 
Il a été créé en 1929 et est un des réservoirs de la Ruhr.
Il a une longueur de 4,2 km sur une largeur moyenne de 296 m.
Il a plusieurs fonctions:
- il sert de réservoir inférieur pour la centrale de pompage-turbinage de Koepchenwerk[1]
- il effectue un filtrage biologique pour l'eau de la Lenne
- il permet le dépôt des sédiments de la Lenne
- il permet les sports nautiques et le tourisme.

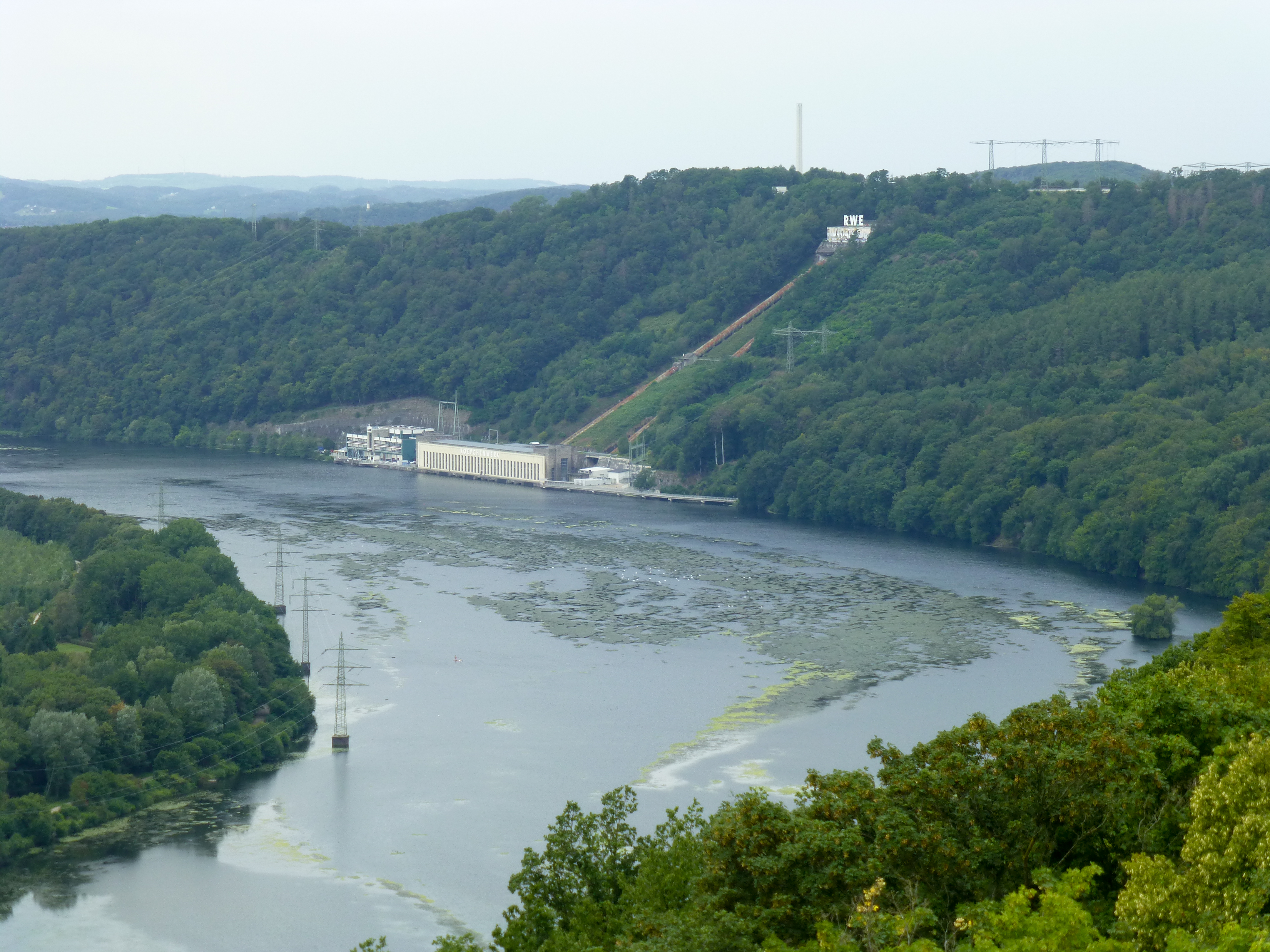
Vue de la centrale de pompage-turbinage de Koepchenwerk
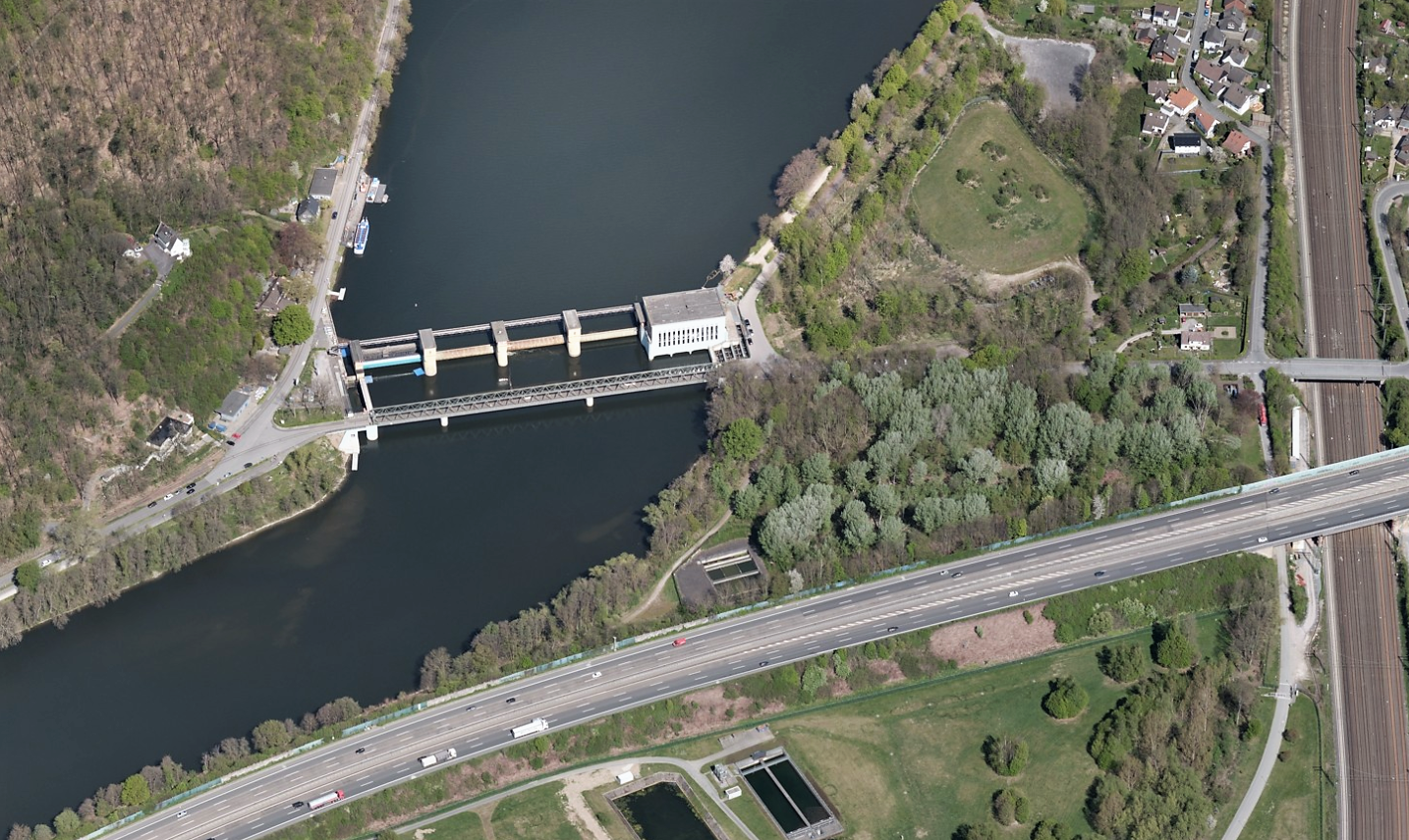
Vue aérienne du barrage
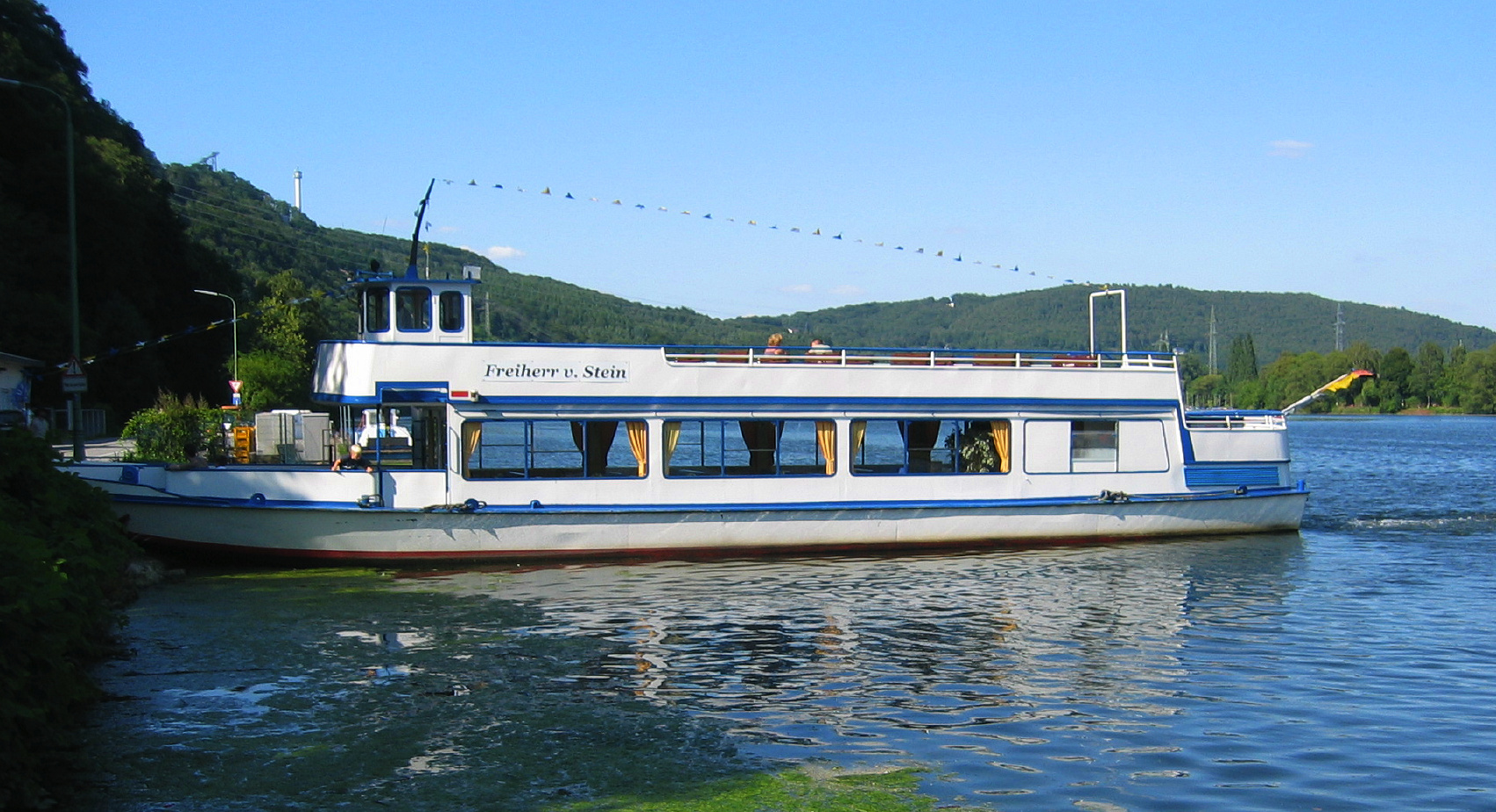